# Doppelbildnis der Prinzen Friedrich von Preußen und Wilhelm zu Solms-Braunfels in Kürassieruniformen
Das Doppelbildnis der Prinzen Friedrich von Preußen und Wilhelm zu Solms-Braunfels in Kürassieruniformen ist ein Doppelporträt des Malers Wilhelm von Schadow. Es zeigt die Halbbrüder Friedrich von Preußen und Wilhelm zu Solms-Braunfels vor einer Rheinlandschaft. In dem monumentalen Tondo, das 1830 im Auftrag des Prinzen Friedrich in Düsseldorf entstand, verbindet sich die Tradition des Herrscherporträts in Uniform mit dem neuen Typ des romantischen Freundschaftsbildnisses. Da es die Prinzen als „neue Ritter am Rhein“ stilisierte, steht es auch für die romantische Mittelalterrezeption und den aufkommenden Borussianismus des 19. Jahrhunderts.

## Beschreibung und Bedeutung
Das Kniebild zeigt die Verbrüderung der Prinzen, die über ihre gemeinsame Mutter, Friederike zu Mecklenburg, Halbbrüder waren. Zum Zeichen der brüderlichen Freundschaft legt der Ältere, Friedrich von Preußen, dem Jüngeren, Wilhelm zu Solms-Braunfels, welcher den Bildbetrachter über die Schulter fixiert, seine Hand auf die Schulter. Beide sind in Kürassieruniformen gekleidet und halten ihre Degen einsatzbereit im Griff der Hand. Ihre Posen entsprechen aristokratischer Statur. Nach zeitgenössischen Vorstellungen drücken Auftritt und Ausstattung der Prinzen männliche militärische Kompetenz ebenso aus wie höfische Eleganz.
Friedrich war seit 1820 Kommandeur der in Düsseldorf stationierten 14. Division der Preußischen Armee und als Neffe des preußischen Königs Friedrich Wilhelm III. höchster Repräsentant der Hohenzollern in den erst seit 1815 zu Preußen gehörenden Rheinlanden. Wie ein „Ersatz-König“ residierte er auf Schloss Jägerhof. Als Person des öffentlichen Lebens übernahm er in Düsseldorf und in der Rheinprovinz zahlreiche repräsentative Aufgaben. In diesem Zusammenhang war es auch an ihm, durch Verkörperung preußischer Tugenden skeptische Musspreußen von der neuen Rolle Preußens als Schutzmacht Deutschlands am Rhein zu überzeugen.

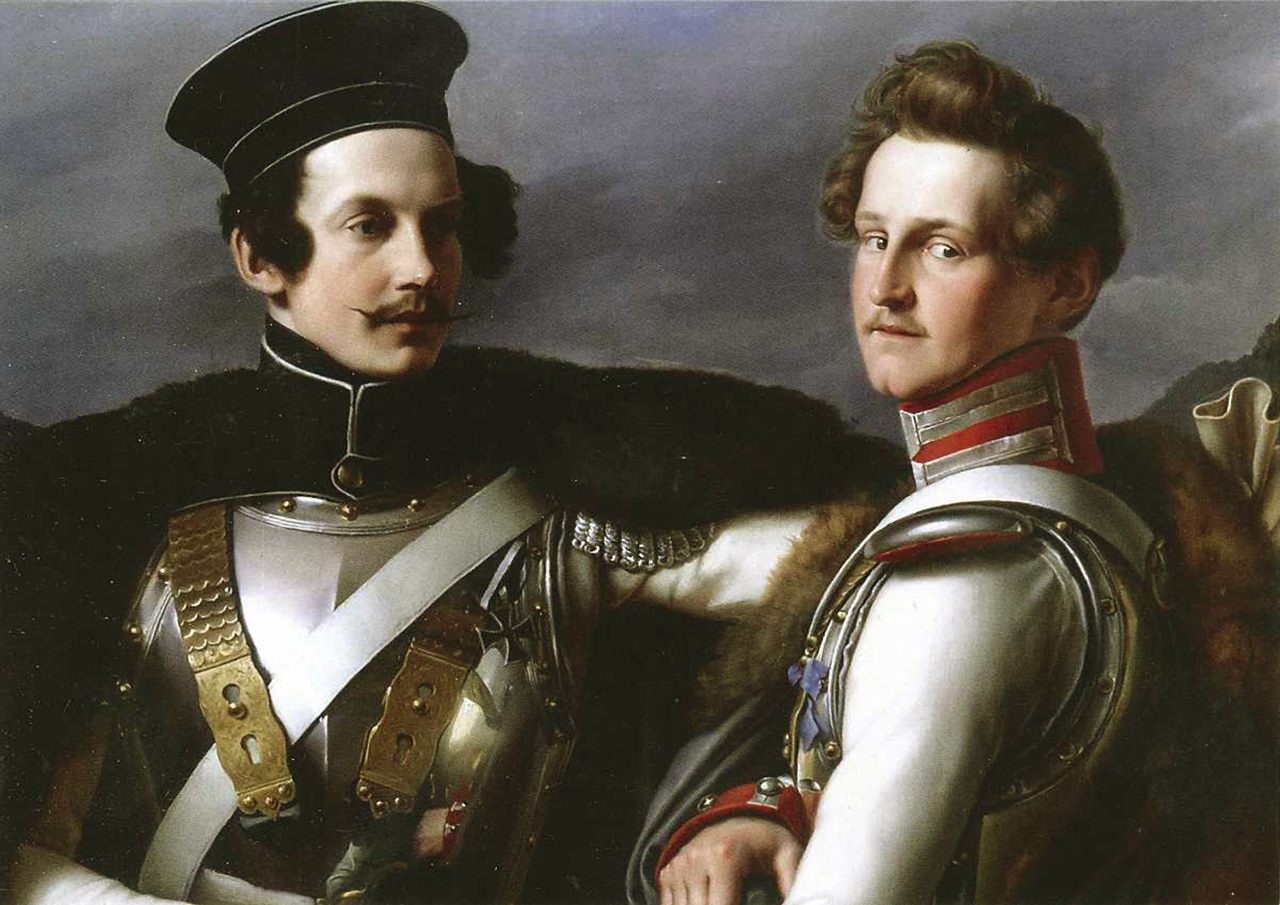
Bildausschnitt

Im Gemälde trägt Friedrich die Uniform des Schlesischen Kürassier-Regiments Nr. 1, dessen Regimentschef er war, sein Halbbruder Wilhelm die des Regiments der Gardes du Corps, das der preußische König als Leibregiment kommandierte. Als militärisches Ehrenzeichen dekoriert Friedrichs Brust das Eiserne Kreuz, das sein Onkel zum Gedenken an die Befreiungskriege gestiftet hatte, am Bande schmückt ihn außerdem das blaue Malteserkreuz des königlichen preußischen Hausordens vom Schwarzen Adler. Das Eiserne Kreuz II. Klasse hatte Friedrich für Tapferkeit beim Rheinübergang bei Kaub erhalten. Symbolisch die Freundschaft erwidernd spiegelt sich die Hand Wilhelms auf dem blanken Brustpanzer Friedrichs. 
Die Verbrüderungsszene setzte der Maler in das Mittelrheintal bei Burg Rheinstein. Diese Burg, die Friedrich auf Anregung von Karl Friedrich Schinkel 1823 als Ruine gekauft und nach Plänen von Johann Claudius von Lassaulx und anderen in den Folgejahren zu seinem Sommersitz ausgebaut hatte, erscheint am linken Bildrand. Als Zeichen der Inbesitznahme weht die Flagge Preußens auf dem Bergfried. Die im Gepräge der Rheinromantik dargestellte heroische Landschaft, die mit der Burg an das mittelalterliche Rittertum erinnert, lässt die Prinzen wie „neue Ritter am Rhein“ erscheinen und idealisiert sie im Kontext der Nationalromantik und Burgenrenaissance des 19. Jahrhunderts. In Verbindung mit den im Bild dargestellten preußischen Symbolen verdichtet sich das Motiv des Verbrüderung im Sinne politischer Ikonographie zu einer „Demonstration staatstragender preußischer Macht und militärischer Ämter“ sowie „deutscher Nationalkultur“ am Rhein (Bettina Baumgärtel).

## Entstehung und Provenienz
Friedrich von Preußen gab das Bild bei Wilhelm Schadow, dem nazarenisch geprägten Direktor der Kunstakademie Düsseldorf und Begründer der Düsseldorfer Malerschule in Auftrag, wohl um damit seine Mutter, die in dritter Ehe mit dem Herzog Ernst August von Cumberland verheiratet war, zu beschenken.

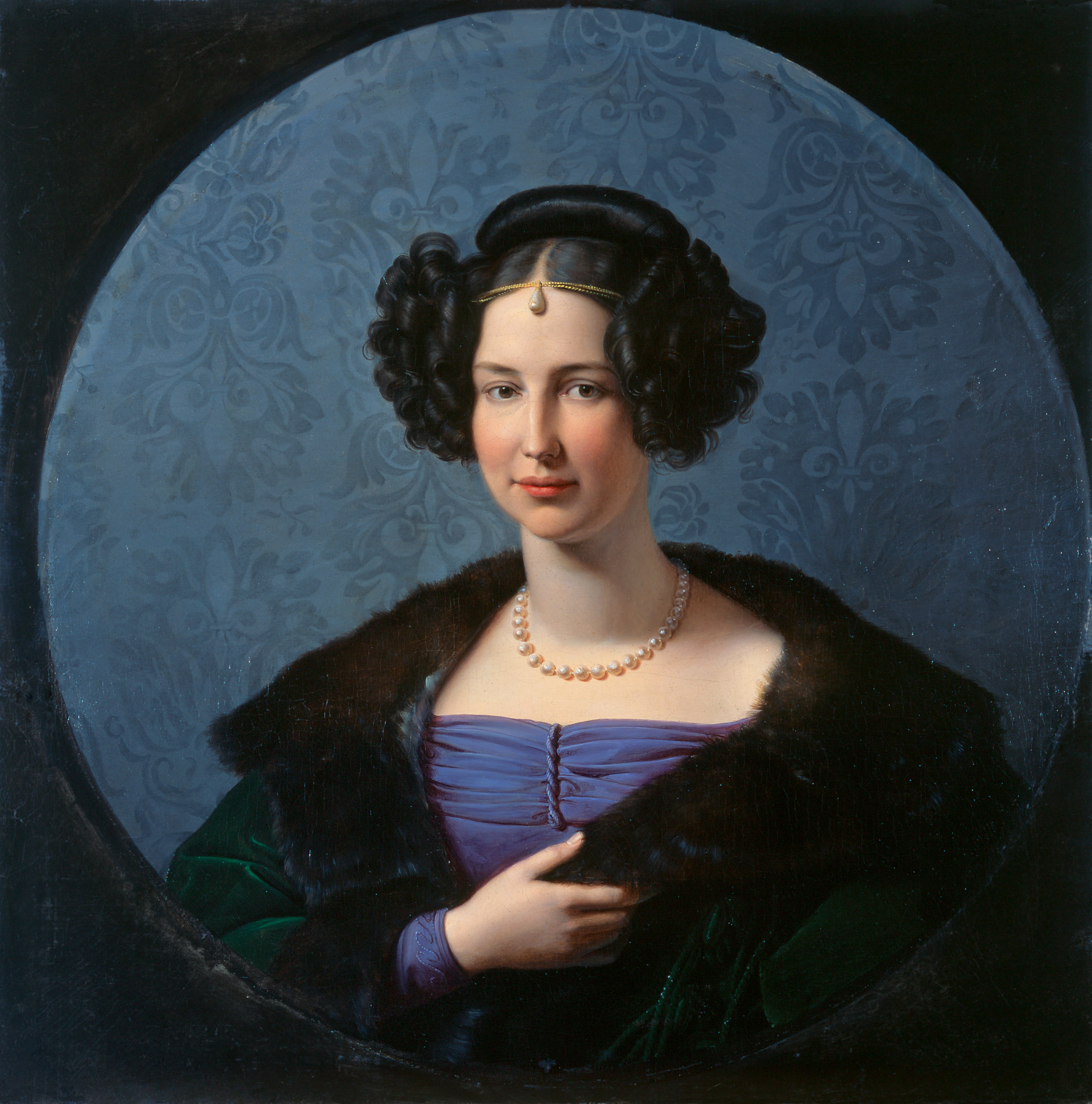
Bildnis der Prinzessin Luise von Preußen, um 1830, Georgium, Dessau

Mit Schadow verbanden Friedrich anfangs bloß die traditionellen Beziehungen des preußischen Königshauses zur Künstlerfamilie Schadow. Zwischen beiden entwickelten sich im Laufe der Zeit engere Beziehungen. Entgegen der Hofetikette wohnten Friedrich und seine Ehefrau Luise, die sich von Schadow als Malerin unterrichten ließ, sogar der Aufführung von Tableaux vivants und anderen Vergnügungen im Privathause Schadows bei. Etwa zur gleichen Zeit wie das Doppelbildnis der Prinzen schuf Schadow das Bildnis der Gemahlin Friedrichs, das er ebenfalls als Tondo konzipierte.
1829 begannen die Modellsitzungen zu dem Doppelbildnis der Prinzen, das zu den Meisterwerken des Künstlers und der Porträtmalerei des 19. Jahrhunderts gezählt wird. Im Œuvre Schadows nimmt es eine Sonderstellung ein, auch weil er das Tondo, das für gewöhnlich in kleinerem, für private Zwecke gedachten, eher intimen Format anfertigt wird, mit einem Durchmesser von 134 cm vergleichsweise monumental anlegte. Mit diesem Format versuchte er, die Prinzen, die in ihrem romantischen Freundschaftsbund durch das Motiv der rheinischen Burg als „neue Ritter“ in den erhabenen Kontext einer historischen Tradition und nationalen politischen Aufgabe gestellt sind, noch heroischer wirken zu lassen. Dass und wie sich in dem Doppelbildnis die privaten und familiären Aspekte der Dargestellten mit ihnen allegorisch zugeordneten historischen und politischen Idealen überschneiden, ist eine Neuerung in Schadows Werk.
In dem wohl von Schadow selbst entworfenen, vergoldeten Stuckrahmen wurde das Bild im September 1830 auf der Akademieausstellung im Galerieflügel des Düsseldorfer Schlosses der Öffentlichkeit präsentiert, bald darauf in einer Kunstausstellung in Berlin. Von dort gelangte es nach London, wo die Herzogin lebte.
Nachdem Herzog Ernst August 1837 König von Hannover geworden war, zog das Bild im Gefolge der Monarchen in das Königliche Palais nach Hannover. Dort hing es ab etwa 1837 über einer blauen Seidentapete im Prunkappartement der Königin. 1848, sieben Jahre nach dem Tod der Königin, tauchte das Bild im Inventarium des Schlosses Marienburg auf. Es verblieb in der Sammlung des Hauses Hannover, bis ein Nachfahre König Ernst Augusts, der 1983 geborene Prinz Ernst August von Hannover, das Gemälde 2005 durch Sotheby’s für 90.750 Euro versteigern ließ. 2006 erwarb es das Museum Kunstpalast im Kunsthandel.